# Rossini Point
Der Rossini Point (in Chile Punta Gumercindo) ist eine verschneite Landspitze an der Südküste der westantarktischen Alexander-I.-Insel. Sie markiert südöstlich die Einfahrt von der Ronne Entrance in das Bach Inlet.
Erstmals gesichtet und grob kartiert wurde sie im Zuge der United States Antarctic Service Expedition (1939–1941). Der britische Geograph Derek Searle vom Falkland Islands Dependencies Survey nahm im Jahr 1960 anhand von Luftaufnahmen der US-amerikanischen Ronne Antarctic Research Expedition (1947–1948) eine neuerliche Kartierung vor. Das UK Antarctic Place-Names Committee benannte die Landspitze 1961 nach dem italienischen Komponisten Gioachino Rossini (1792–1868). Namensgeber der chilenischen Benennung ist dagegen Gumercindo Revuelta Alfaro, Bodenbiologe bei der 25. Chilenischen Antarktisexpedition (1970–1971).